# 吉氏小扁𧐐
吉氏小扁𧐐（学名：Microperla geei）一种分布于中华人民共和国的昆虫，隶属于扁𧐐科（扁石蝇科）小扁𧐐属，模式产地为浙江省杭州市天目山天目溪，是小扁𧐐属的模式种，由中国学者朱元鼎于1928年描述发表。本种在2023年被收录为《有重要生态、科学、社会价值的陆生野生动物名录》。